# 耶律薛阇
耶律薛阇（1193年—1238年），耶律留哥的嫡长子，耶律留哥投靠大蒙古国之后，留耶律薛阇扈从成吉思汗，作为人质。薛阇跟着成吉思汗西征，搭救太子，积功为拔都鲁。1226年，耶律留哥之妻姚里氏请成吉思汗同意耶律薛阇回辽东袭爵。成吉思汗最后同意了。耶律薛阇东归辽东，成为东辽国的君主。1227年，成吉思汗召薛阇对他说：“当年女真猖獗，你父起兵，自辽东与朕会师，又能割爱，以你来扈从朕，其情贞悫可嘉。后来奸人耶律厮不叛乱，人民离散。想吃你们父子的肉人，今天难道就没有了吗！而朕把你父看做兄弟，那你就像我儿子一样。你父已经死了很久了，你可以与我弟弟別里古台一起统辖军马，为第三千户。”薛阇领命。1229年，薛阇跟从窝阔台汗南征金国，有功，被赏赐马四百、牛六百、羊二百。1230年，窝阔台命薛阇与撒兒台东征，收纳耶律留哥的遗民，薛阇移镇广寧府，行广宁路都元帅府事。自1230年至1237年，连征高丽与东夏，又收纳六千多户契丹。1238年，薛阇卒，年四十六岁。

## 延伸阅读
[在维基数据编辑]
 《新元史/卷134》，出自柯劭忞《新元史》